# Hans-Joachim Eick
Hans-Joachim Eick (* 11. Juni 1925 in Leipzig; † 4. April 1980 in Kapstadt) war ein deutscher Botschafter.

## Leben
Der Vater von Hans-Joachim Eick war Offizier in der Reichswehr. Von 1948 bis 1954 und studierte Hans-Joachim Eick in Göttingen und Zürich Forstwissenschaft und Volkswirtschaft. Von 1954 bis 1957 war er Assistent der Kommission für internationale Hochschulfragen. 1957 trat er in den auswärtigen Dienst. 1958 machte er die Attachéprüfung. 1959 war er am Generalkonsulat in Amsterdam akkreditiert. Von 1959 bis 1961 war Hans-Joachim Eick an der Botschaft in Moskau. Ab 1961 leitete er das Generalkonsulat in Salisbury, Rhodesien. Von 1963 bis 1966 war er an der Botschaft in Tokio. Von 1966 bis 1969 war er Stellvertreter von Jürgen Ruhfus als Sprecher des Auswärtigen Amtes. Von 1971 bis 1973 leitete Hans-Joachim Eick das Personalreferat des Auswärtigen Amtes und von 1973 bis 1976 eine Unterabteilung des Auswärtigen Amtes. Danach war Eick von 1976 bis 1980 deutscher Botschafter in Südafrika. Sein Sohn Christophe Eick ist ebenfalls deutscher Diplomat.

## Ehrungen
- 1977: Verdienstkreuz 1. Klasse der Bundesrepublik Deutschland
- 1980: Großes Verdienstkreuz der Bundesrepublik Deutschland